# Московский международный кинофестиваль 2024
XLVI Московский международный кинофестиваль прошёл в Москве с 19 по 26 апреля 2024 года.
Церемонии открытия и закрытия прошли в театре «Россия». По словам президента фестиваля Никиты Михалкова за время фестиваля в девяти кинотеатрах Москвы было показано более 240 картин из 56 стран, которые посмотрели 39 тысяч зрителей.

## Жюри
Основной конкурс
- режиссёр Фридрик Тоур Фридрихссон (Исландия) — председатель жюри
- актёр Радош Баич[серб.] (Сербия)
- режиссёр и сценарист Игорь Волошин (Россия)
- режиссёр Хусейн Карабей[тур.] (Турция)
- актриса Елена Лядова (Россия)
- продюсер Гульнара Сарсенова (Казахстан)

Конкурс документального кино
- режиссёр Рехад Десай[итал.] (ЮАР) — председатель жюри
- режиссёр Хакан Айтекин[тур.] (Турция)
- режиссёр Сергей Головецкий (Россия)

Конкурс «Русские премьеры»
- продюсер Александр Акопов (Россия) — председатель жюри
- актриса Татьяна Лютаева (Россия)
- режиссёр Андрей Зайцев (Россия)

## Программа
Фильм открытия: Открытое небо (Upon open sky, Мексика, Испания), реж. Сантьяго и Мариана Арриага

Фильм закрытия: Майор Гром: Игра (Россия), реж. Олег Трофим
Основной конкурс
- 21 рубин (21 rubies, Румыния), реж. Чиприан Мега[рум.]
- Всё вскроется (Am Ende wird alles sichtbar, Австрия), реж. Петер Кеглевич[нем.]
- Выжить в мо... (Alive in mo…, Молдова, Россия, Румыния), реж. Григоре Бекет
- Дыхание холода (Ahe Sard, Иран), реж. Нахид Азизи Седиг
- Лесной царь (The erl-king, Сербия, Болгария), реж. Горан Радованович
- Мартин читает Коран (Martin reads the Quran, Германия), реж. Юрий Сауле
- Меж псом и волком (Between dog and wolf, Турция), реж. Мурат Дюзгюноглу[тур.]
- Нирвана[бенг.] (Nirvana, Бангладеш), реж. Асиф Ислам
- Пришелец (Россия), реж. Иван Соснин
- Стыд (Vergüenza, Мексика, Катар), реж. Мигель Сальгадо
- Шлимазл (Schlamassel, Германия), реж. Силке Эндерс[нем.]

Конкурс «Русские премьеры»
- Надо снимать фильмы о любви, реж. Роман Михайлов
- Евгений Телегин, реж. Виктор Тихомиров
- Мужчина и женщина, реж. Владимир Котт
- Семь черных бумаг, реж. Анатолий Колиев
- Хуже всех, реж. Александра Кармаева
- Лгунья, реж. Юлия Трофимова
- Невада, реж. Анна Тюрина

## Награды фестиваля
Церемония награждения лауреатов кинофестиваля состоялась 26 апреля в театре «Россия». Ведущим церемонии был актер Владимир Вдовиченков.
«Золотой Святой Георгий»
за лучший фильм — Стыд (Vergüenza, Мексика, Катар), реж. Мигель Сальгадо
за вклад в мировой кинематограф — режиссёр, сценарист Сергей Урсуляк
«Серебряный Святой Георгий»
за лучшее исполнение мужской роли — Хуан Рамон Лопес — Стыд (Vergüenza, Мексика, Катар)
за лучшее исполнение женской роли — Марике Бейкирк — Шлимазл (Schlamassel, Германия)
за лучшую режиссерскую работу — Нахид Азизи Седиг — Дыхание холода (Ahe Sard, Иран)
специальный приз жюри — Нирвана (Nirvana, Бангладеш), реж. Асиф Ислам
за лучший документальный фильм — Ладья (Facing the rook, Иран), реж. Сэм Калантари
за лучший фильм конкурса «Русские премьеры» — Лгунья, реж. Юлия Трофимова
за лучший короткометражный фильм — Партнеры (The companions, Испания), реж. Хосе Мария Флорес
Приз зрительских симпатий — Дыхание холода (Ahe Sard, Иран), реж. Нахид Азизи Седиг

Специальный приз «Верю. Константин Станиславский» — актёр Евгений Миронов